# Olimpiai érmesek listája snowboardban
Ez a lap az olimpiai érmesek listája snowboardban 1998-tól 2022-ig.

## Összesített éremtáblázat
(A táblázatokban Magyarország és a rendező nemzet sportolói eltérő háttérszínnel, az egyes számoszlopok legmagasabb értéke vagy értékei vastagítással kiemelve.)
| A téli olimpiai játékok összesített éremtáblázata snowboardban | A téli olimpiai játékok összesített éremtáblázata snowboardban | A téli olimpiai játékok összesített éremtáblázata snowboardban | A téli olimpiai játékok összesített éremtáblázata snowboardban | A téli olimpiai játékok összesített éremtáblázata snowboardban | Olimpia  |
| -------------------------------------------------------------- | -------------------------------------------------------------- | -------------------------------------------------------------- | -------------------------------------------------------------- | -------------------------------------------------------------- | -------- |
|                                                                | Ország                                                         | Arany                                                          | Ezüst                                                          | Bronz                                                          | Összesen |
| 1.                                                             | Egyesült Államok (USA)                                         | 17                                                             | 8                                                              | 10                                                             | 35       |
| 2.                                                             | Svájc (SUI)                                                    | 8                                                              | 2                                                              | 4                                                              | 14       |
| 3.                                                             | Kanada (CAN)                                                   | 5                                                              | 5                                                              | 7                                                              | 17       |
| 4.                                                             | Ausztria (AUT)                                                 | 5                                                              | 2                                                              | 4                                                              | 11       |
| 5.                                                             | Franciaország (FRA)                                            | 4                                                              | 5                                                              | 4                                                              | 13       |
| 6.                                                             | Csehország (CZE)                                               | 3                                                              | 0                                                              | 1                                                              | 4        |
| 7.                                                             | Oroszország (RUS)                                              | 2                                                              | 2                                                              | 1                                                              | 5        |
| 8.                                                             | Németország (GER)                                              | 1                                                              | 4                                                              | 2                                                              | 7        |
| 9.                                                             | Japán (JPN)                                                    | 1                                                              | 3                                                              | 3                                                              | 7        |
| 10.                                                            | Ausztrália (AUS)                                               | 1                                                              | 3                                                              | 2                                                              | 6        |
| 11.                                                            | Olaszország (ITA)                                              | 1                                                              | 2                                                              | 2                                                              | 5        |
| 12.                                                            | Új-Zéland (NZL)                                                | 1                                                              | 1                                                              | 1                                                              | 3        |
| 13.                                                            | Kína (CHN)                                                     | 1                                                              | 1                                                              | 0                                                              | 2        |
| 14.                                                            | Hollandia (NED)                                                | 1                                                              | 0                                                              | 0                                                              | 1        |
|                                                                |                                                                |                                                                |                                                                |                                                                |          |
| 15.                                                            | Norvégia (NOR)                                                 | 0                                                              | 4                                                              | 1                                                              | 5        |
| 16.                                                            | Szlovénia (SLO)                                                | 0                                                              | 2                                                              | 3                                                              | 5        |
| 17.                                                            | Finnország (FIN)                                               | 0                                                              | 2                                                              | 2                                                              | 4        |
| 18.                                                            | Spanyolország (ESP)                                            | 0                                                              | 1                                                              | 1                                                              | 2        |
| 19.                                                            | Dél-Korea (KOR)                                                | 0                                                              | 1                                                              | 0                                                              | 1        |
| 19.                                                            | Kína (CHN)                                                     | 0                                                              | 1                                                              | 0                                                              | 1        |
| 19.                                                            | Svédország (SWE)                                               | 0                                                              | 1                                                              | 0                                                              | 1        |
| 19.                                                            | Szlovákia (SVK)                                                | 0                                                              | 1                                                              | 0                                                              | 1        |
|                                                                |                                                                |                                                                |                                                                |                                                                |          |
| 23.                                                            | Nagy-Britannia (GBR)                                           | 0                                                              | 0                                                              | 2                                                              | 2        |
| 24.                                                            | Kínai Köztársaság (ROC)                                        | 0                                                              | 0                                                              | 1                                                              | 1        |
|                                                                |                                                                |                                                                |                                                                |                                                                |          |
| Összesen                                                       | Összesen                                                       | 51                                                             | 51                                                             | 51                                                             | 153      |

## Férfiak

### Halfpipe
| Olimpia              | Arany                                | Ezüst                                | Bronz                                  |
| 1998, Nagano         | Gian Simmen · Svájc (SUI)            | Daniel Franck · Norvégia (NOR)       | Ross Powers · Egyesült Államok (USA)   |
| 2002, Salt Lake City | Ross Powers · Egyesült Államok (USA) | Daniel Kass · Egyesült Államok (USA) | Jarret Thomas · Egyesült Államok (USA) |
| 2006, Torino         | Shaun White · Egyesült Államok (USA) | Daniel Kass · Egyesült Államok (USA) | Markku Koski · Finnország (FIN)        |
| 2010, Vancouver      | Shaun White · Egyesült Államok (USA) | Peetu Piiroinen · Finnország (FIN)   | Scott Lago · Egyesült Államok (USA)    |
| 2014, Szocsi         | Iouri Podladtchikov · Svájc (SUI)    | Hirano Ajumu · Japán (JPN)           | Taku Hiraoka · Japán (JPN)             |
| 2018, Phjongcshang   | Shaun White · Egyesült Államok (USA) | Hirano Ajumu · Japán (JPN)           | Scott James · Ausztrália (AUS)         |
| 2022, Peking         | Hirano Ajumu · Japán (JPN)           | Scott James · Ausztrália (AUS)       | Jan Scherrer · Svájc (SUI)             |

### Giant slalom
| Olimpia      | Arany                          | Ezüst                              | Bronz                         |
| 1998, Nagano | Ross Rebagliati · Kanada (CAN) | Thomas Prugger · Olaszország (ITA) | Ueli Kestenholz · Svájc (SUI) |

### Parallel slalom
| Olimpia      | Arany                        | Ezüst                       | Bronz                          |
| 2014, Szocsi | Vic Wild · Oroszország (RUS) | Žan Košir · Szlovénia (SLO) | Benjamin Karl · Ausztria (AUT) |

### Parallel giant slalom
| Olimpia              | Arany                             | Ezüst                                  | Bronz                                                   |
| 2002, Salt Lake City | Philipp Schoch · Svájc (SUI)      | Richard Richardsson · Svédország (SWE) | Chris Klug · Egyesült Államok (USA)                     |
| 2006, Torino         | Philipp Schoch · Svájc (SUI)      | Simon Schoch · Svájc (SUI)             | Siegfried Grabner · Ausztria (AUT)                      |
| 2010, Vancouver      | Jasey-Jay Anderson · Kanada (CAN) | Benjamin Karl · Ausztria (AUT)         | Mathieu Bozzetto · Franciaország (FRA)                  |
| 2014, Szocsi         | Vic Wild · Oroszország (RUS)      | Nevin Galmarini · Svájc (SUI)          | Žan Košir · Szlovénia (SLO)                             |
| 2018, Phjongcshang   | Nevin Galmarini · Svájc (SUI)     | Lee Sang-ho · Dél-Korea (KOR)          | Žan Košir · Szlovénia (SLO)                             |
| 2022, Peking         | Benjamin Karl · Ausztria (AUT)    | Tim Mastnak · Szlovénia (SLO)          | Vic Wild · Az Orosz Olimpiai Bizottság versenyzői (ROC) |

### Snowboard cross
| Olimpia            | Arany                                 | Ezüst                                 | Bronz                                      |
| 2006, Torino       | Seth Wescott · Egyesült Államok (USA) | Radoslav Židek · Szlovákia (SVK)      | Paul-Henri de Le Rue · Franciaország (FRA) |
| 2010, Vancouver    | Seth Wescott · Egyesült Államok (USA) | Mike Robertson · Kanada (CAN)         | Tony Ramoin · Franciaország (FRA)          |
| 2014, Szocsi       | Pierre Vaultier · Franciaország (FRA) | Nyikolaj Oljunyin · Oroszország (RUS) | Alex Deibold · Egyesült Államok (USA)      |
| 2018, Phjongcshang | Pierre Vaultier · Franciaország (FRA) | Jarryd Hughes · Ausztrália (AUS)      | Regino Hernández · Spanyolország (ESP)     |
| 2022, Peking       | Alessandro Hämmerle · Ausztria (AUT)  | Éliot Grondin · Kanada (CAN)          | Omar Visintin · Olaszország (ITA)          |

### Slopestyle
| Olimpia            | Arany                                    | Ezüst                                | Bronz                        |
| 2014, Szocsi       | Sage Kotsenburg · Egyesült Államok (USA) | Ståle Sandbech · Norvégia (NOR)      | Mark McMorris · Kanada (CAN) |
| 2018, Phjongcshang | Redmond Gerard · Egyesült Államok (USA)  | Max Parrot · Kanada (CAN)            | Mark McMorris · Kanada (CAN) |
| 2022, Peking       | Max Parrot · Kanada (CAN)                | Szu Ji-ming (Su Yiming) · Kína (CHN) | Mark McMorris · Kanada (CAN) |

### Big air
| Olimpia            | Arany                            | Ezüst                              | Bronz                               |
| 2018, Phjongcshang | Sebastien Toutant · Kanada (CAN) | Kyle Mack · Egyesült Államok (USA) | Billy Morgan · Nagy-Britannia (GBR) |
| 2022, Peking       | Su Yiming · Kína (CHN)           | Mons Røisland · Norvégia (NOR)     | Max Parrot · Kanada (CAN)           |

### Férfi éremtáblázat
| A téli olimpiai játékok éremtáblázata férfi snowboardban | A téli olimpiai játékok éremtáblázata férfi snowboardban | A téli olimpiai játékok éremtáblázata férfi snowboardban | A téli olimpiai játékok éremtáblázata férfi snowboardban | A téli olimpiai játékok éremtáblázata férfi snowboardban | Olimpia  |
| -------------------------------------------------------- | -------------------------------------------------------- | -------------------------------------------------------- | -------------------------------------------------------- | -------------------------------------------------------- | -------- |
|                                                          | Ország                                                   | Arany                                                    | Ezüst                                                    | Bronz                                                    | Összesen |
| 1.                                                       | Egyesült Államok (USA)                                   | 8                                                        | 3                                                        | 5                                                        | 16       |
| 2.                                                       | Svájc (SUI)                                              | 5                                                        | 2                                                        | 2                                                        | 9        |
| 3.                                                       | Kanada (CAN)                                             | 4                                                        | 3                                                        | 4                                                        | 11       |
| 4.                                                       | Ausztria (AUT)                                           | 2                                                        | 1                                                        | 2                                                        | 5        |
| 5.                                                       | Oroszország (RUS)                                        | 2                                                        | 1                                                        | 0                                                        | 3        |
| 6.                                                       | Franciaország (FRA)                                      | 2                                                        | 0                                                        | 3                                                        | 5        |
| 7.                                                       | Japán (JPN)                                              | 1                                                        | 2                                                        | 1                                                        | 4        |
| 8.                                                       | Kína (CHN)                                               | 1                                                        | 1                                                        | 0                                                        | 2        |
|                                                          |                                                          |                                                          |                                                          |                                                          |          |
| 9.                                                       | Norvégia (NOR)                                           | 0                                                        | 3                                                        | 0                                                        | 3        |
| 10.                                                      | Szlovénia (SLO)                                          | 0                                                        | 2                                                        | 2                                                        | 4        |
| 11.                                                      | Ausztrália (AUS)                                         | 0                                                        | 2                                                        | 1                                                        | 3        |
| 12.                                                      | Finnország (FIN)                                         | 0                                                        | 1                                                        | 1                                                        | 2        |
| 12.                                                      | Olaszország (ITA)                                        | 0                                                        | 1                                                        | 1                                                        | 2        |
| 14.                                                      | Dél-Korea (KOR)                                          | 0                                                        | 1                                                        | 0                                                        | 1        |
| 14.                                                      | Szlovákia (SVK)                                          | 0                                                        | 1                                                        | 0                                                        | 1        |
| 14.                                                      | Svédország (SWE)                                         | 0                                                        | 1                                                        | 0                                                        | 1        |
|                                                          |                                                          |                                                          |                                                          |                                                          |          |
| 17.                                                      | Nagy-Britannia (GBR)                                     | 0                                                        | 0                                                        | 1                                                        | 1        |
| 17.                                                      | Kínai Köztársaság (ROC)                                  | 0                                                        | 0                                                        | 1                                                        | 1        |
| 17.                                                      | Spanyolország (ESP)                                      | 0                                                        | 0                                                        | 1                                                        | 1        |
|                                                          |                                                          |                                                          |                                                          |                                                          |          |
| Összesen                                                 | Összesen                                                 | 25                                                       | 25                                                       | 25                                                       | 75       |

## Nők

### Halfpipe
| Olimpia              | Arany                                       | Ezüst                                     | Bronz                                         |
| 1998, Nagano         | Nicola Thost · Németország (GER)            | Stine Brun Kjeldaas · Norvégia (NOR)      | Shannon Dunn-Downing · Egyesült Államok (USA) |
| 2002, Salt Lake City | Kelly Clark · Egyesült Államok (USA)        | Doriane Vidal · Franciaország (FRA)       | Fabienne Reuteler · Svájc (SUI)               |
| 2006, Torino         | Hannah Teter · Egyesült Államok (USA)       | Gretchen Bleiler · Egyesült Államok (USA) | Kjersti Buaas · Norvégia (NOR)                |
| 2010, Vancouver      | Torah Bright · Ausztrália (AUS)             | Hannah Teter · Egyesült Államok (USA)     | Kelly Clark · Egyesült Államok (USA)          |
| 2014, Szocsi         | Kaitlyn Farrington · Egyesült Államok (USA) | Torah Bright · Ausztrália (AUS)           | Kelly Clark · Egyesült Államok (USA)          |
| 2018, Phjongcshang   | Chloe Kim · Egyesült Államok (USA)          | Liu Jiayu · Kína (CHN)                    | Arielle Gold · Egyesült Államok (USA)         |
| 2022, Peking         | Chloe Kim · Egyesült Államok (USA)          | Queralt Castellet · Spanyolország (ESP)   | Tomita Szena · Japán (JPN)                    |

### Giant slalom
| Olimpia      | Arany                             | Ezüst                                  | Bronz                          |
| 1998, Nagano | Karine Ruby · Franciaország (FRA) | Heidi Maria Renoth · Németország (GER) | Brigitte Köck · Ausztria (AUT) |

### Parallel slalom
| Olimpia      | Arany                            | Ezüst                             | Bronz                            |
| 2014, Szocsi | Julia Dujmovits · Ausztria (AUT) | Anke Karstens · Németország (GER) | Amelie Kober · Németország (GER) |

### Parallel giant slalom
| Olimpia              | Arany                                 | Ezüst                                    | Bronz                                          |
| 2002, Salt Lake City | Isabelle Blanc · Franciaország (FRA)  | Karine Ruby · Franciaország (FRA)        | Lidia Trettel · Olaszország (ITA)              |
| 2006, Torino         | Daniela Meuli · Svájc (SUI)           | Amelie Kober · Németország (GER)         | Rosey Fletcher · Egyesült Államok (USA)        |
| 2010, Vancouver      | Nicolien Sauerbreij · Hollandia (NED) | Jekatyerina Iljuhina · Oroszország (RUS) | Marion Kreiner · Ausztria (AUT)                |
| 2014, Szocsi         | Patrizia Kummer · Svájc (SUI)         | Tomoka Takeuchi · Japán (JPN)            | Aljona Zavarzina · Oroszország (RUS)           |
| 2018, Phjongcshang   | Ester Ledecká · Csehország (CZE)      | Selina Jörg · Németország (GER)          | Ramona Theresia Hofmeister · Németország (GER) |
| 2022, Peking         | Ester Ledecká · Csehország (CZE)      | Daniela Ulbing · Ausztria (AUT)          | Glorija Kotnik · Szlovénia (SLO)               |

### Snowboard cross
| Olimpia            | Arany                                       | Ezüst                                                 | Bronz                                 |
| 2006, Torino       | Tanja Frieden · Svájc (SUI)                 | Lindsey Jacobellis · Egyesült Államok (USA)           | Dominique Maltais · Kanada (CAN)      |
| 2010, Vancouver    | Maëlle Ricker · Kanada (CAN)                | Déborah Anthonioz · Franciaország (FRA)               | Olivia Nobs · Svájc (SUI)             |
| 2014, Szocsi       | Eva Samková · Csehország (CZE)              | Dominique Maltais · Kanada (CAN)                      | Chloé Trespeuch · Franciaország (FRA) |
| 2018, Phjongcshang | Michela Moioli · Olaszország (ITA)          | Julia Pereira de Sousa-Mabileau · Franciaország (FRA) | Eva Samková · Csehország (CZE)        |
| 2022, Peking       | Lindsey Jacobellis · Egyesült Államok (USA) | Chloé Trespeuch · Franciaország (FRA)                 | Meryeta O'Dine · Kanada (CAN)         |

### Slopestyle
| Olimpia            | Arany                                   | Ezüst                                 | Bronz                              |
| 2014, Szocsi       | Jamie Anderson · Egyesült Államok (USA) | Enni Rukajärvi · Finnország (FIN)     | Jenny Jones · Nagy-Britannia (GBR) |
| 2018, Phjongcshang | Jamie Anderson · Egyesült Államok (USA) | Laurie Blouin · Kanada (CAN)          | Enni Rukajärvi · Finnország (FIN)  |
| 2022, Peking       | Zoi Sadowski-Synnott · Új-Zéland (NZL)  | Julia Marino · Egyesült Államok (USA) | Tess Coady · Ausztrália (AUS)      |

### Big air
| Olimpia            | Arany                        | Ezüst                                   | Bronz                                  |
| 2018, Phjongcshang | Anna Gasser · Ausztria (AUT) | Jamie Anderson · Egyesült Államok (USA) | Zoi Sadowski-Synnott · Új-Zéland (NZL) |
| 2022, Peking       | Anna Gasser · Ausztria (AUT) | Zoi Sadowski-Synnott · Új-Zéland (NZL)  | Kokomo Murase · Japán (JPN)            |

### Női éremtáblázat
| A téli olimpiai játékok éremtáblázata női snowboardban | A téli olimpiai játékok éremtáblázata női snowboardban | A téli olimpiai játékok éremtáblázata női snowboardban | A téli olimpiai játékok éremtáblázata női snowboardban | A téli olimpiai játékok éremtáblázata női snowboardban | Olimpia  |
| ------------------------------------------------------ | ------------------------------------------------------ | ------------------------------------------------------ | ------------------------------------------------------ | ------------------------------------------------------ | -------- |
|                                                        | Ország                                                 | Arany                                                  | Ezüst                                                  | Bronz                                                  | Összesen |
| 1.                                                     | Egyesült Államok (USA)                                 | 8                                                      | 5                                                      | 5                                                      | 18       |
| 2.                                                     | Ausztria (AUT)                                         | 3                                                      | 1                                                      | 2                                                      | 6        |
| 3.                                                     | Svájc (SUI)                                            | 3                                                      | 0                                                      | 2                                                      | 5        |
| 4.                                                     | Csehország (CZE)                                       | 3                                                      | 0                                                      | 1                                                      | 4        |
| 5.                                                     | Franciaország (FRA)                                    | 2                                                      | 5                                                      | 1                                                      | 8        |
| 6.                                                     | Németország (GER)                                      | 1                                                      | 4                                                      | 2                                                      | 7        |
| 7.                                                     | Kanada (CAN)                                           | 1                                                      | 2                                                      | 2                                                      | 5        |
| 8.                                                     | Ausztrália (AUS)                                       | 1                                                      | 1                                                      | 1                                                      | 3        |
| 8.                                                     | Új-Zéland (NZL)                                        | 1                                                      | 1                                                      | 1                                                      | 3        |
| 10.                                                    | Olaszország (ITA)                                      | 1                                                      | 0                                                      | 1                                                      | 2        |
| 11.                                                    | Hollandia (NED)                                        | 1                                                      | 0                                                      | 0                                                      | 1        |
|                                                        |                                                        |                                                        |                                                        |                                                        |          |
| 12.                                                    | Japán (JPN)                                            | 0                                                      | 1                                                      | 2                                                      | 3        |
| 13.                                                    | Finnország (FIN)                                       | 0                                                      | 1                                                      | 1                                                      | 2        |
| 13.                                                    | Norvégia (NOR)                                         | 0                                                      | 1                                                      | 1                                                      | 2        |
| 13.                                                    | Oroszország (RUS)                                      | 0                                                      | 1                                                      | 1                                                      | 2        |
| 16.                                                    | Kína (CHN)                                             | 0                                                      | 1                                                      | 0                                                      | 1        |
| 16.                                                    | Spanyolország (ESP)                                    | 0                                                      | 1                                                      | 0                                                      | 1        |
|                                                        |                                                        |                                                        |                                                        |                                                        |          |
| 18.                                                    | Nagy-Britannia (GBR)                                   | 0                                                      | 0                                                      | 1                                                      | 1        |
| 18.                                                    | Szlovénia (SLO)                                        | 0                                                      | 0                                                      | 1                                                      | 1        |
|                                                        |                                                        |                                                        |                                                        |                                                        |          |
| Összesen                                               | Összesen                                               | 25                                                     | 25                                                     | 25                                                     | 75       |

## Vegyes

### Snowboard cross
| Olimpia      | Arany                                                          | Ezüst                                              | Bronz                                         |
| 2022, Peking | Egyesült Államok (USA) · Nick Baumgartner · Lindsey Jacobellis | Olaszország (ITA) · Omar Visintin · Michela Moioli | Kanada (CAN) · Éliot Grondin · Meryeta O’Dine |